# Bill Snyder Family Football Stadium
Le Bill Snyder Family Football Stadium est un stade de football américain situé à Manhattan, Kansas. C'est le terrain de l'équipe universitaire des Kansas State Wildcats. Il a été inauguré le 21 septembre 1968 et peut accueillir 52 200 personnes depuis les rénovations de 2006.
À l'origine appelé KSU Stadium, le stade a reçu son nom actuel en 2005.

## Construction et rénovations
Le Bill Snyder Family Football Stadium ouvrit ses portes sous le nom de KSU Stadium en 1968, avec une capacité de 30 000 places. Il remplaçait ainsi le Memorial Stadium, qui accueillait les matches de football américain de l'université de Kansas State depuis 1922. Le premier match joué dans le nouveau stade se déroula le 21 septembre 1968, et vit la victoire de Kansas State sur Colorado State (21-0).
En 1970, 4 000 sièges permanents furent ajoutés à la tribune Est et 3 000 sièges temporaires à la tribune Ouest. Cette même année, un terrain en AstroTurf fut installé en lieu et place de l'herbe naturelle.
Durant les deux décennies suivantes, le stade ne reçut seulement que des aménagements ponctuels. Ainsi, le gazon original fut remplacé par un gazon Superturf, et un éclairage fut installé avant l'entame de la saison 1983. Une nouvelle surface de jeu artificielle fut installée avant la saison 1991 et nommée Wagner Field en l'honneur de Dave et Carol Wagner de Dodge City, Kansas. 
En 1993, pour son 25e anniversaire, le KSU Stadium vit ses premières véritables aménagements permanents - une tribune de presse à cinq niveaux et des loges de luxe dans la tribune Ouest. Après la saison 1998, le stade entreprit une nouvelle expansion : un projet de 12,8 millions de dollars conçu par la firme HOK Sport visant à faire passer la capacité officielle du stade à 50 300 places. Avant l'entame de la saison 2002, la pelouse artificielle fut à nouveau améliorée, pour passer à une surface en FieldTurf, et ce pour un coût de 800 000 dollars. 
Avant la saison 2006, 5,6 millions de dollars supplémentaires furent investis dans la rénovation du complexe des vestiaires et dans l'ajout de places sur la tribune Nord, portant la capacité du stade à 52 200 places. La rénovation entreprise incluait également l'installation de nouveaux systèmes électroniques (audio et vidéo) ainsi qu'un nouveau centre d'hydrothérapie. Bien que de nouvelles places furent ajoutées dans cette rénovation, la capacité officielle du stade fut abaissée à 50 000 places.

## Nom
Avant l'ultime match de la saison 2005, Kansas State proposa à l'entraîneur à la retraite Bill Snyder de renommer le stade. Quand la question lui fut posée, Snyder répondit aux responsables de l'université : "Si vous faites cela, nommez le en l'honneur des gens auxquels je tiens le plus". Par conséquent, les régents renommèrent le stade en l'honneur de la famille de Snyder, qui dirigea l'équipe pendant 17 ans. 
Au début de la saison 2009, Snyder fit son retour à la tête de l'équipe, dans le stade qui porte désormais son nom.